# いつか誰かが殺される
『いつか誰かが殺される』（いつかだれかがころされる）は、赤川次郎の小説およびそれを原作とした1984年の日本映画。

## 書誌情報
- 『いつか誰かが殺される』　1981年、カドカワノベルズ
- 『いつか誰かが殺される』　1984年、角川文庫、ISBN 4-04-149716-7
- 『いつか誰かが殺される 赤川次郎ベストセレクション(11)』　2009年、角川文庫、ISBN 978-4-04-387012-7

## 映画
渡辺典子主演。角川春樹事務所・東映の製作、東映の配給により1984年10月10日に公開された。同時上映は和田誠監督の『麻雀放浪記』。

### キャスト
- 守屋敦子：渡辺典子
- 高良和夫：古尾谷雅人
- 梨花：松原千明
- 趙烈豪：白竜
- 橘進之介：石橋蓮司
- 渡壁正太：尾美としのり
- 守屋陽一：斎藤晴彦
- 永山杜夫：河原崎長一郎
- 永山萌子：白川和子
- 永山亜美：真木洋子
- 山形剛志：橋爪功
- 永山志津：加藤治子
- 清水昭博、今野雄二、小林勝彦、山西道広、清水宏、片桐竜次、津村隆、友金敏雄、藍物房子、音無真喜子、岡本麗 ほか

### スタッフ
- 監督：崔洋一
- 脚本：高田純
- 原作：赤川次郎「いつか誰かが殺される」
- 製作：角川春樹
- 音楽：梅林茂（EX）
- 主題歌：渡辺典子「いつか誰かが…」（日本コロムビア）
- プロデューサー：柴垣達郎、伊藤亮爾、黒澤満
- 撮影：浜田毅
- 美術：小川富美夫
- 録音：小野寺修
- 照明：井上幸男
- 編集：鈴木晄
- 助監督：成田裕介、伊藤裕彰、増田天平、ディディ・ディクソン、鳥井邦男
- スチール：久井田誠
- カースタント：タカハシレーシング
- MA：にっかつスタジオセンター
- 現像：東映化学
- 制作協力：セントラル・アーツ

## 製作
製作者の角川春樹は、崔洋一監督のデビュー作である『十階のモスキート』を鑑賞し、「こういう社会派もこれからのアイドル映画に必要だ。子供に釣られて来た大人を満足させる映画を作らなければならない」と感じて、本作の監督に呼び寄せたという。崔は「赤川次郎物という俺にとっては未知の世界だし、ましてやアイドル映画だった。監督することには、そういう楽しみと苦しみがあった」と述べている。しかし原作を一切無視した改変ぶりに、原作者の赤川次郎は初号試写の後、監督の崔に対し「これは僕の作品ではありません」と言い放った。これについて製作者の角川春樹は「赤川さんがどう言われようと、私は事前に断り、赤川さんの本をちゃんと売りましたから」と後のインタビューで反論している。角川が崔に出した唯一の要望は、主演の渡辺をスターにすることだったという。試写会終了後、角川は崔に「次は北方謙三をやれ！」と、『過去、リメンバー』『さらば、荒野』『友よ、静かに瞑れ』の3冊を渡し、崔は『友よ、静かに瞑れ』を映画化することになる。